# Paissy
Paissy ist eine französische Gemeinde mit 79 Einwohnern (Stand 1. Januar 2022) im Département Aisne in der Region Hauts-de-France (vor 2016 Picardie). Sie gehört zum Arrondissement Laon und zum Kanton Villeneuve-sur-Aisne.

## Geografie
Die Gemeinde Paissy liegt im Höhenzug Chemin des Dames am Ende eines Seitentals der Aisne, 19 Kilometer südöstlich von Laon. Nachbargemeinden von Paissy sind Chermizy-Ailles im Norden, Oulches-la-Vallée-Foulon im Nordosten, Vassogne im Südosten, Cuissy-et-Geny im Süden, Œuilly und Moulins im Südwesten sowie Cerny-en-Laonnois im Nordwesten.

## Bevölkerungsentwicklung
| Jahr                       | 1962 | 1968 | 1975 | 1982 | 1990 | 1999 | 2006 | 2012 | 2022 |
| Einwohner                  | 156  | 114  | 87   | 73   | 66   | 69   | 70   | 68   | 79   |
| Quellen: Cassini und INSEE |      |      |      |      |      |      |      |      |      |

## Sehenswürdigkeiten

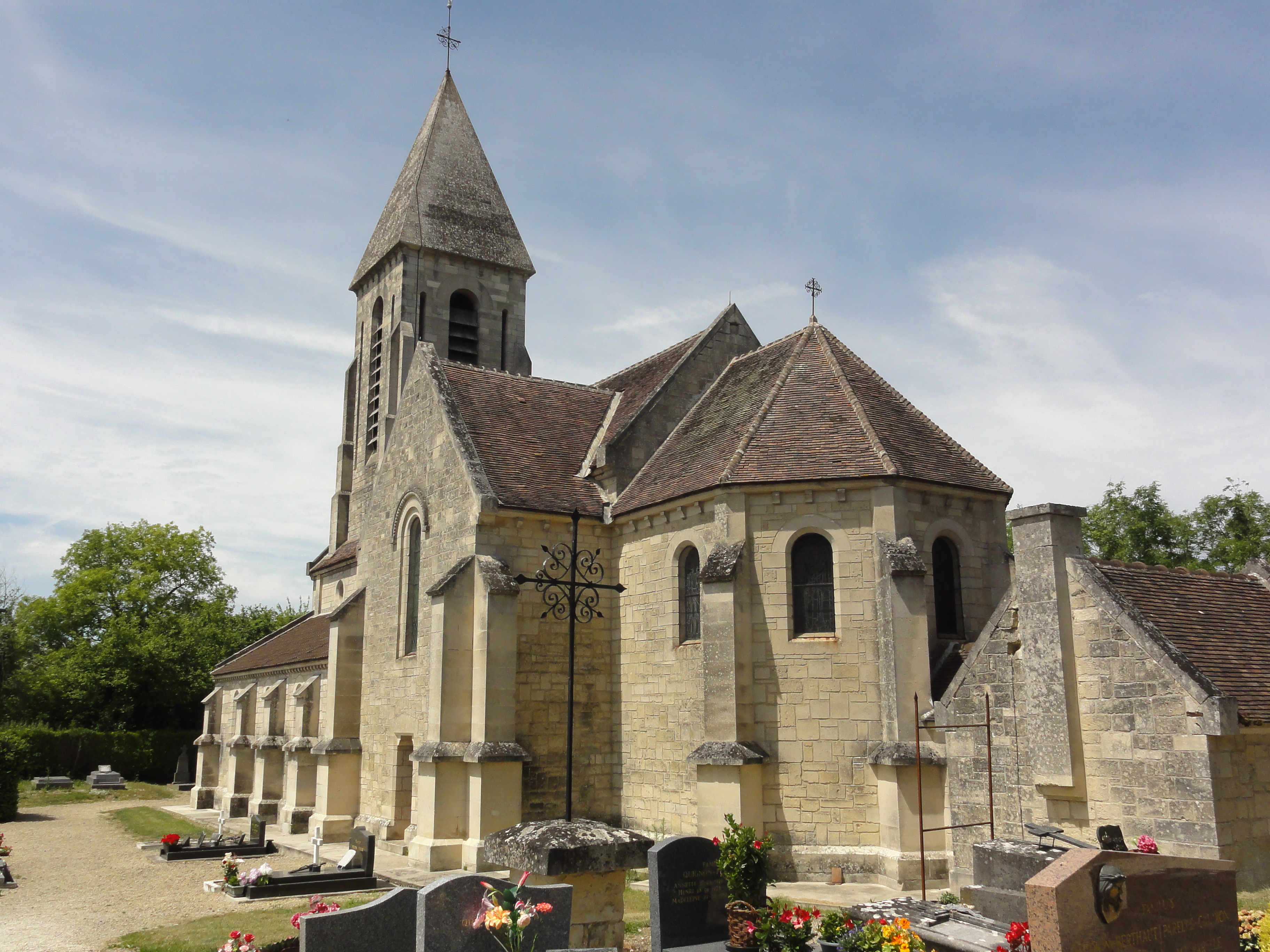
Kirche Saint-Rémy
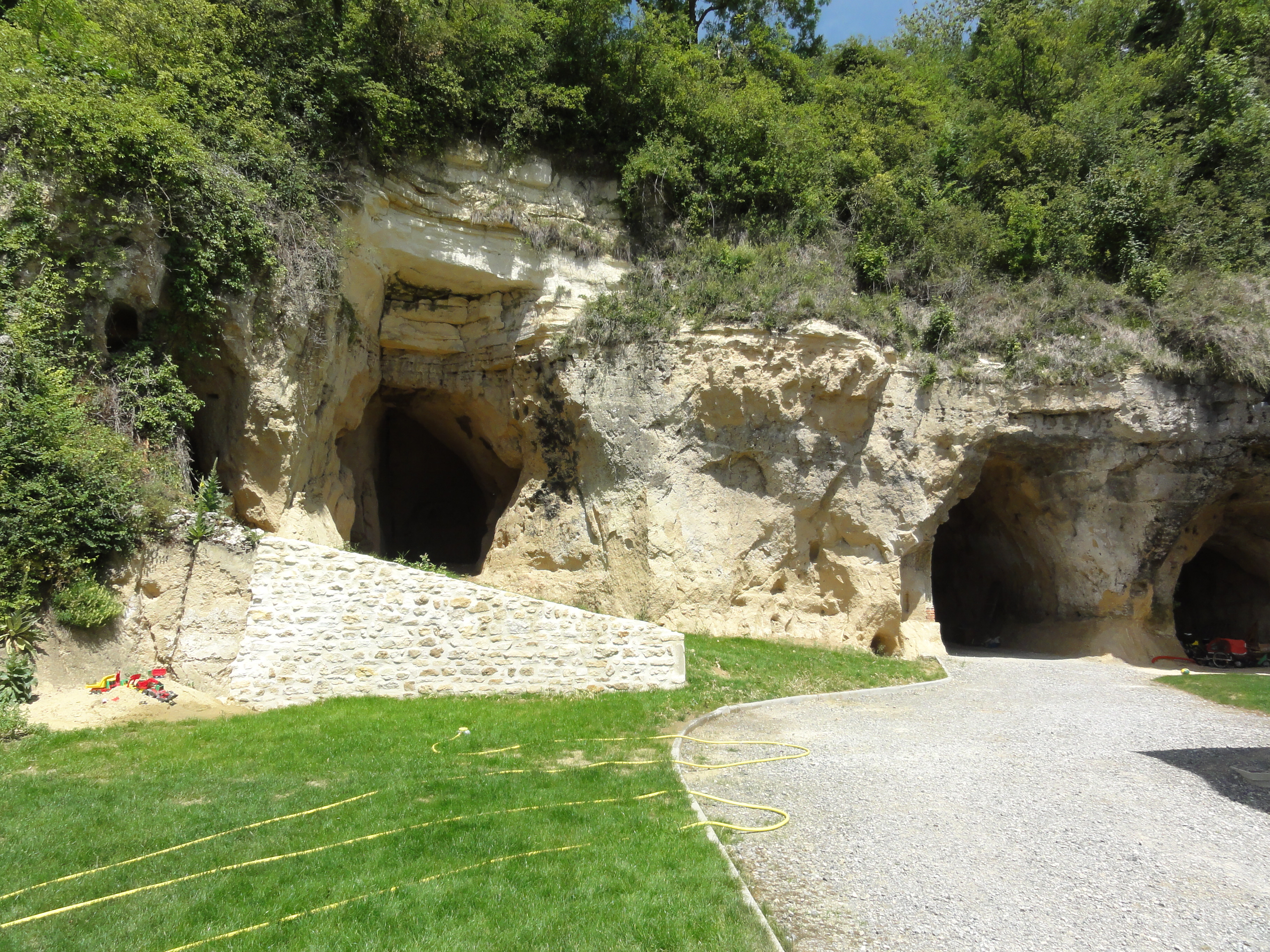
Höhlen
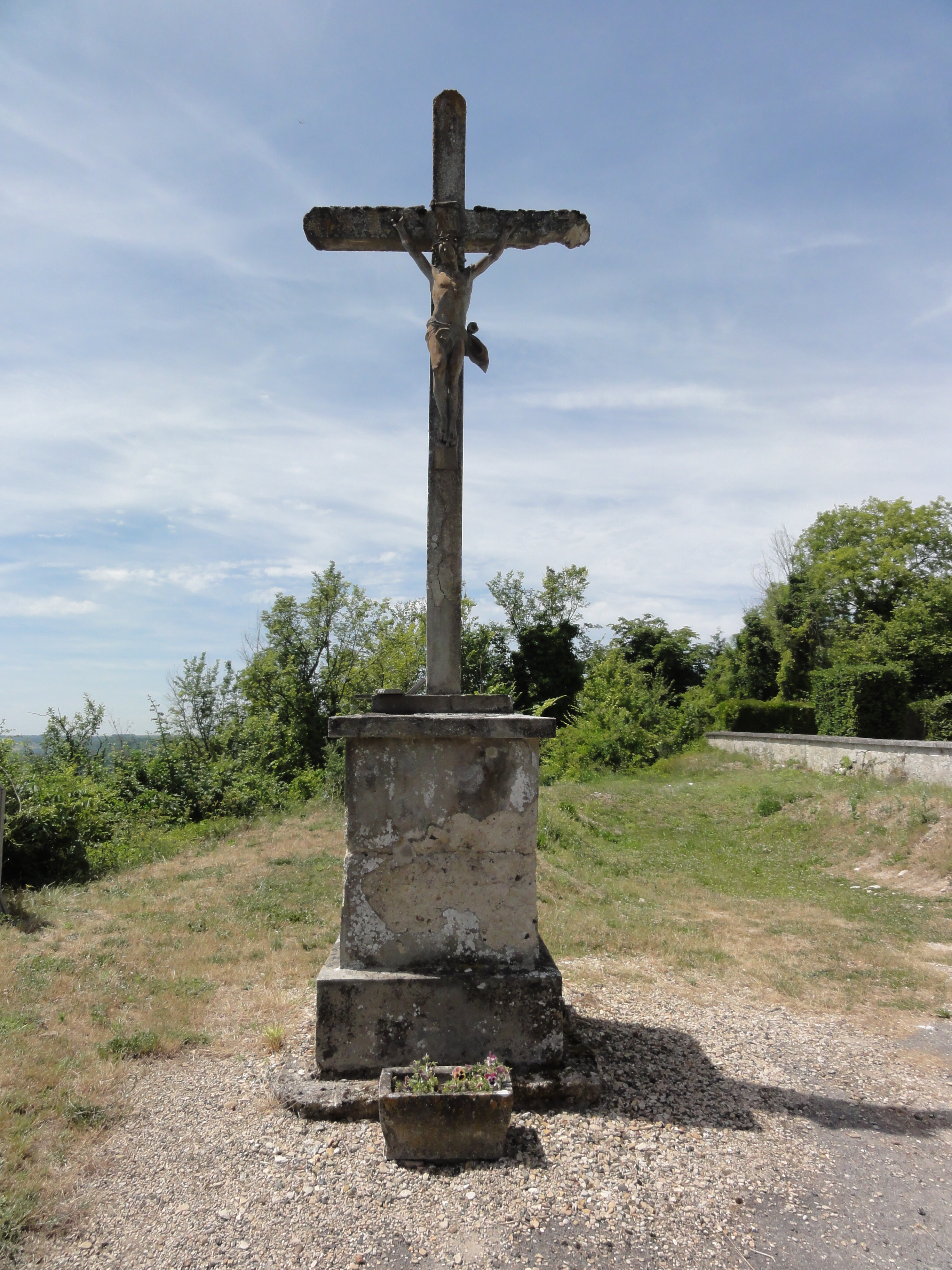
Wegkreuz
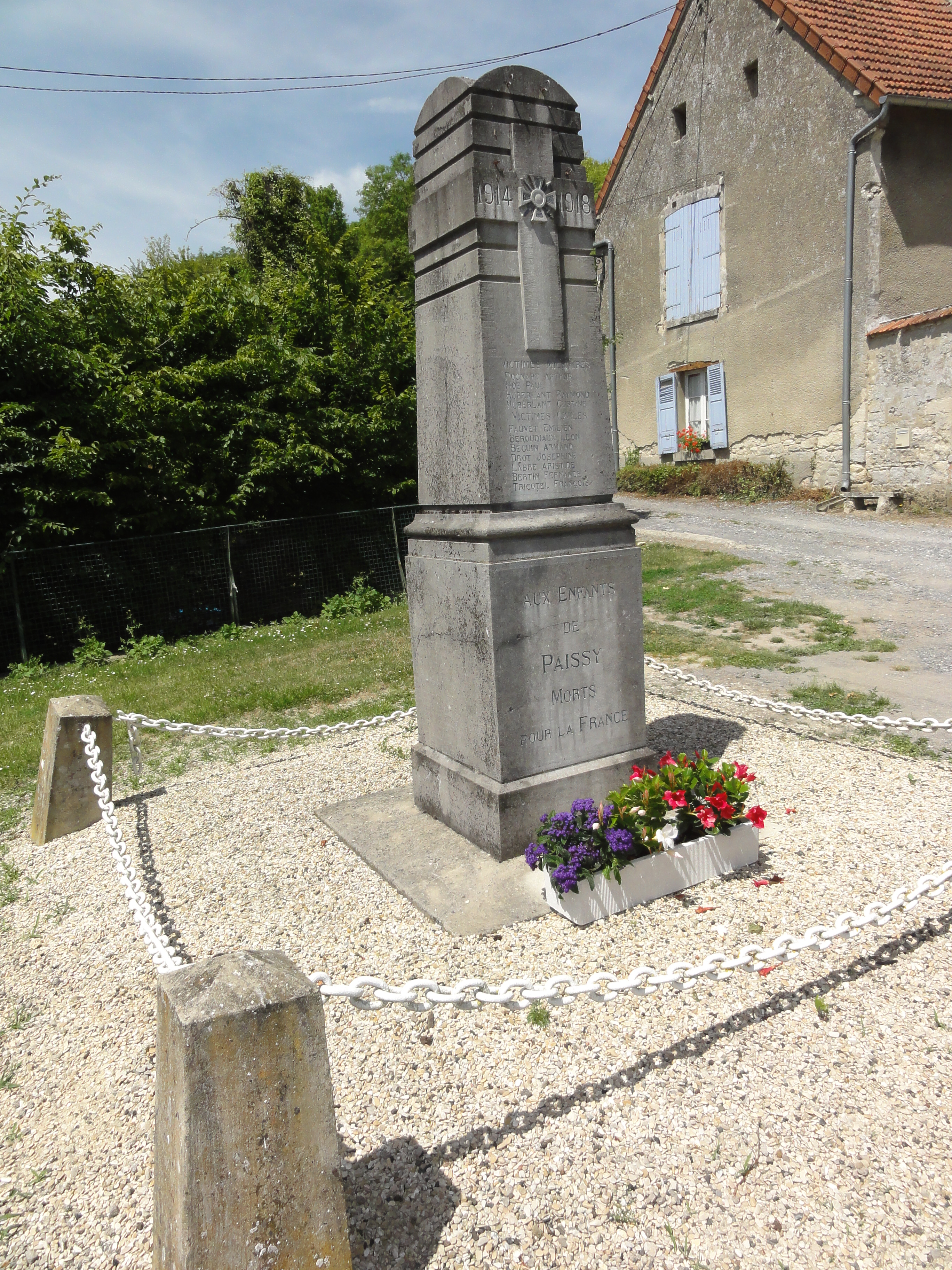
Gefallenendenkmal

- Kirche Saint-Rémy
- Höhlen
- Wegkreuz
- Gefallenendenkmal